# 居残り佐平次
『居残り佐平次』（いのこりさへいじ）は、古典落語の演目の一つ。初代春風亭柳枝の作といわれる廓噺の異色作。『居残り』『おこわ』とも。 
大正時代には初代柳家小せんの十八番とされ、それを学んで創意を加えた6代目三遊亭円生の高座が傑出していたと評される。
題にある「居残り」とは、当時の遊郭において代金を支払えなかった場合、代わりの者（一緒に来た者や家族など）が代金を支払うまで、その身柄を拘束したことを言う。行灯部屋や布団部屋といった納戸に軟禁されるのが普通だった。また、落ち（サゲ）が現在では難しく、演者によっては最初に説明したり、落ち自体を変えてしまう例もよくある。
1940年9月に当時の講談落語協会が警視庁に届ける形で口演自粛を決定した禁演落語53演目に含められた。

## あらすじ
貧乏人たちが集まる長屋で、その一人・佐平次という男が品川宿の遊郭に行こうと周りを誘う。当然、貧乏長屋の住人らに遊郭で遊ぶような金はないが、佐平次は気にするなという。品川の遊郭にやってきた一同は、佐平次を信じて飲めや歌えで遊び尽くし、一泊する。翌朝、佐平次は理由をつけて自分はもう一泊する旨を仲間に告げ、皆を帰してしまう。その後、勘定にやってきた店の者に佐平次は、先程帰った仲間が代金を持ってくるなどと言ってはぐらかし、今度は一人で飲めや歌えで遊び、また一泊する。翌日になり、再び店の者が勘定にやってくるが、やはり佐平次ははぐらかし、また同様に一泊する。やがて痺れを切らした店の者に詰問されると、佐平次はまったく悪びれず「金はない」「仲間は来ない」と答える。店が騒然となる中、佐平次はまったく慌てず自ら布団部屋に入り「居残り」となる。
やがて夜になって店が忙しくなると、店の者たちも居残りどころではなくなってくる。すると、佐平次は頃合いを見計らって布団部屋を抜け出し、勝手に客の座敷に上がりこんで客あしらい（幇間）を始めた。居残りが接待する珍妙さと、佐平次の軽妙な掛け合い、さらに謡、幇間踊りなど玄人はだしであり、客は次々と佐平次を気に入り、佐平次は相伴に預かったり、祝儀までもらい始める。客が引くと佐平次は再び布団部屋へと戻り、また夜になると客あしらいを始め、数日後には客の方から、あの居残りを呼んでくれと声まで掛かるようになってしまった。本来の客あしらい（幇間）である店の若い衆らは、佐平次の活躍の分だけ、祝儀などをもらえなくなってしまったために、もはや勘定はいらないから佐平次を追い出して欲しいと主人に訴え出る。
佐平次を呼び出した店主は、もはや勘定はいらないから帰るように言う。しかし、佐平次は理由をつけて居残るようなことを言い、身の上話を始めたりする。仕方なく店主は、さらに佐平次に金を与えるが、佐平次はさらに煙草まで要求して飲ませ、ようやく佐平次は店を出る。
店から離れたところで佐平次は、心配で後をついてきた若い衆に、自分は居残りを生業としている居残り佐平次だと名乗る。さらに佐平次は店主はお人好しだと馬鹿にするようなことを言ってその場を去る。急いで店に帰ってきた若い衆は、店主にそのことを話す。話を聞き激怒した店主は「ひどいやつだ。私をおこわにかけやがったな」 と言う。それに対し、若い衆が一言。
「旦那の頭がごま塩ですから…」

## サゲ（落ち）の解説
この噺のサゲは店主の「おこわにかけやがったな」に対する若衆の「旦那の頭がごま塩」である。この「おこわ」と「ごま塩」がそれぞれダブルミーニングとなっている。
まず「おこわ」とは、一つに「お恐」と書いて計略にかけて人を騙すことを指す。店主の台詞は佐平次が自分を騙したことを意味している。一方で、もう一つの意味としてもち米を蒸した飯（強飯）がある。しばしば赤飯のことを、おこわと呼ぶこともあるが、正確には赤くしたおこわを赤飯という。
次に「ごま塩」とは、本来の意味の他に、黒髪と白髪が混ざった頭を、ごま塩頭と言う。つまり、作中では店主の頭を形容した言葉である。そして、おこわが炊けた状態を「ごま塩」と形容したり、おこわに「ごま塩」をかけて食べたりするため、「おこわ」に「ごま塩」が掛かってサゲとなる。
「おこわにかける」という言葉は現在通用しないことから、サゲにならないとして用いない落語家も多い。そのため、おのおのサゲの考案に腐心しているが、現在のところ「決定版」はない。